# Kassalafam
 (décembre 2023).
Si vous disposez d'ouvrages ou d'articles de référence ou si vous connaissez des sites web de qualité traitant du thème abordé ici, merci de compléter l'article en donnant les références utiles à sa vérifiabilité et en les liant à la section « Notes et références ».
 (avril 2022).
La mise en forme du texte ne suit pas les recommandations de Wikipédia : il faut le « wikifier ».
Les points d'amélioration suivants sont les cas les plus fréquents :
- Les titres sont pré-formatés par le logiciel. Ils ne sont ni en capitales, ni en gras.
- Le texte ne doit pas être écrit en capitales (les noms de famille non plus), ni en gras, ni en italique, ni en « petit »…
- Le gras n'est utilisé que pour surligner le titre de l'article dans l'introduction, une seule fois.
- L'italique est rarement utilisé : mots en langue étrangère, titres d'œuvres, noms de bateaux, etc.
- Les citations ne sont pas en italique mais en corps de texte normal. Elles sont entourées par des guillemets français : « et ».
- Les listes à puces sont à éviter, des paragraphes rédigés étant largement préférés. Les tableaux sont à réserver à la présentation de données structurées (résultats, etc.).
- Les appels de note de bas de page (petits chiffres en exposant, introduits par l'outil «  Source ») sont à placer entre la fin de phrase et le point final[comme ça].
- Les liens internes (vers d'autres articles de Wikipédia) sont à choisir avec parcimonie. Créez des liens vers des articles approfondissant le sujet. Les termes génériques sans rapport avec le sujet sont à éviter, ainsi que les répétitions de liens vers un même terme.
- Les liens externes sont à placer uniquement dans une section « Liens externes », à la fin de l'article. Ces liens sont à choisir avec parcimonie suivant les règles définies. Si un lien sert de source à l'article, son insertion dans le texte est à faire par les notes de bas de page.
- La présentation des références doit suivre les conventions bibliographiques. Il est recommandé d'utiliser les modèles {{Ouvrage}}, {{Chapitre}}, {{Article}}, {{Lien web}} et/ou {{Bibliographie}}. Le mode d'édition visuel peut mettre en forme automatiquement les références.
- Insérer une infobox (cadre d'informations à droite) n'est pas obligatoire pour parachever la mise en page.

Pour une aide détaillée, merci de consulter Aide:Wikification.
Si vous pensez que ces points ont été résolus, vous pouvez retirer ce bandeau et améliorer la mise en forme d'un autre article.
Kassalafam est situé dans New-Bell qui est le chef-lieu de la Commune d'Arrondissement de Douala II. Il fait ainsi partie des 33 quartiers que compte cette Commune. Celle-ci, étant elle-même à la fois une des communes relevant de la Communauté urbaine de Douala et une des Communes du Département du Wouri. Kassalafam occupe la partie Sud de New-Bell.
```
       KASSALAFAM
```

## Géographie
Constitué de deux parties Kassalafam I et Kassalafam II, le quartier s'étend au Nord de New-Bell. Kassalafam I est limité au nord par le boulevard de l'Unité, à l'est la rue Nassif, au sud Kassalafam II, à l'ouest la rue du docteur Jamot. Kassalafam II est limité au nord par le boulevard des Nations-Unies, au sud par une rue de Kassalafam I, à l'ouest l'avenue de l'indépendance.

### Géographie démographique
Comme généralement à New-Bell, la population de Kassalafam est cosmopolite. On y trouve donc une diversité de cultures venant de presque tous les horizons du Cameroun. En outre, on y retrouve des communautés étrangères en majorité d'origine d'Afrique centrale. 

### Géographie économique

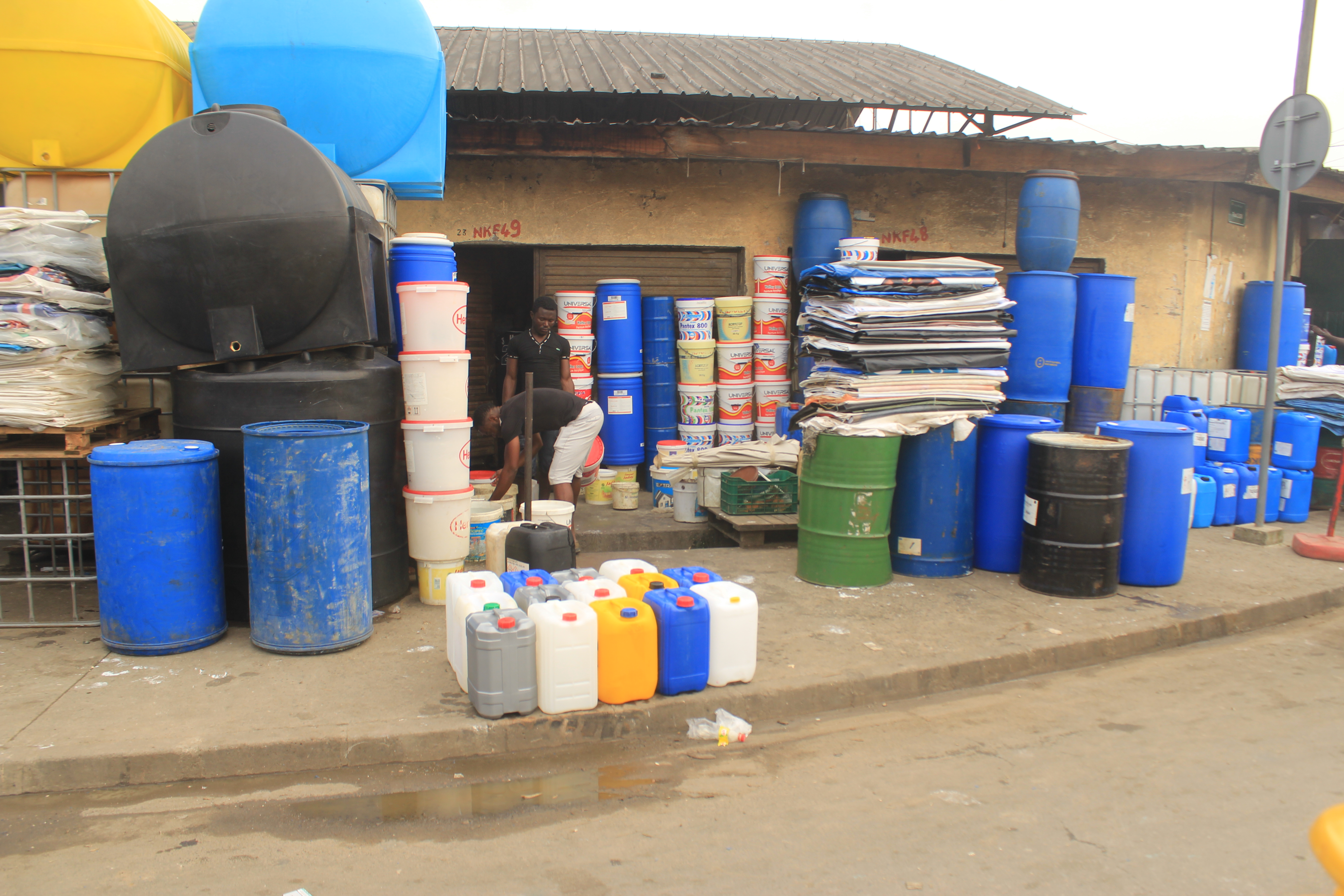
Marché Nkololoun

Cette localité suit les mouvements économiques de New-Bell. Sa population est quasiment constituée de commerçants dont très peu font dans le formel. En bref, le commerce est l'activité de base de Kassalafam. Ceci peut être justifié entre autres par la présence et la proximité de certains marchés, et son voisinage. Au fait, pris en ensemble (Kassalafam I et II), tout Kassalafam est limité à l'Est  par New-Bell Ngonsoa ; à l'Ouest, par le marché central ; aux Nord et Nord-Est, par le Camp Yabassi et au Sud, par le marché Nkololoun.

## Historique
Le nom Kassalafam est donné au quartier par les premiers résidents éwondo, populations, avec les Bamiléké les plus nombreuses du quartier au début de son peuplement.
Le nom Kassalafam est issu des pratiques agricoles qui étaient effectuées sur ce territoire auparavant. En effet, les occupants y possédaient de grands champs (farm en anglais) de manioc (cassava en anglais), d'où le résultat de "Cassava farm" pour indiquer ce lieu. Au fil du temps, Cassava farm a connu un dynamisme orthographique et phonétique qui a abouti à l'actuel Kassalafam. Cependant, sans avoir une date précise de sa naissance, ce quartier existe depuis longtemps avant l'indépendance du Cameroun. Néanmoins, l'on peut situer son apparition à partir de celle de New-Bell dont l'histoire a commencé en 1912.

## Institutions
Commissariat du 6e Arrondissement - Douala (Nkololoun) 
Prison centrale de New Bell

## Éducation
- Lycée bilingue de New-Bell
- École primaire catholique Saint Luc

## Lieux de culte
- Église évangélique du Cameroun, paroisse de Kassalafam
- Église presbytérienne du Cameroun, paroisse Péniel de Kassalafam
- Mosquée Nord

## Lieux populaires
- Marché Nkololoun
- Marché des pommes
- Stade Municipal FAMPOU David Dagobert

## Santé
- Centre médical d'Arrondissement de Nkololoun
- Pharmacie du rail